# 须城县
须城县，中国古县名。
五代后唐同光元年（923年），避其先祖李国昌名讳，改须昌县置。治所在今山东省东平县西北，为郓州治。北宋咸平三年（1000年），因黄河决口，徙治今东平县，而须昌故城遗址已淹没于今东平县城西北东平湖中，现为东平县文物保护单位。宣和元年（1119年），宋徽宗将郓州改为东平府，亦为东平府治。元朝时，为东平路治，至正二十七年（1367年）降为东平州治。明朝洪武七年（1374年），省入东平州。 